# Calamar Tentacule
Calamar Tentacule (în engleză Squidward Tentacles) este un personaj din serialul de animație SpongeBob Pantaloni Pătrați creat de Stephen Hillenburg. Vocea personajului este interpretată de Rodger Bumpass.
Calamar Tentacule a apărut pentru prima dată în episodul Help Wanted (română Prima zi de muncă/Se caută angajați) care a avut premiera pe 1 mai 1999.